# Radda in Chianti
Radda in Chianti település Olaszországban, Toszkána régióban, Siena megyében. Lakosainak száma 1449 fő (2023. január 1.). Radda in Chianti Castellina in Chianti, Cavriglia, Gaiole in Chianti, Greve in Chianti és Castelnuovo Berardenga községekkel határos.

## Fekvése
Sienától északra fekvő település.

## Története
Az itt végzett régészeti feltárások szerint helyén egykor etruszk település állt, de már előtte is lakott hely lehetett.
Az első írásos dokumentumok 1002-ből,III. Ottó idejéből maradtak fenn. 1041-ben a Badia a Coltibuono kolostor nyilvántartásában szerepelt. 
Radda helyszíne volt több, a Firenzei és Sienai köztársaság közötti összecsapásnak is.

## Nevezetességek
- Propositura di San Niccolò templom
- Városháza (Palazzo del Podestà) - a 14. században épült

## Galéria

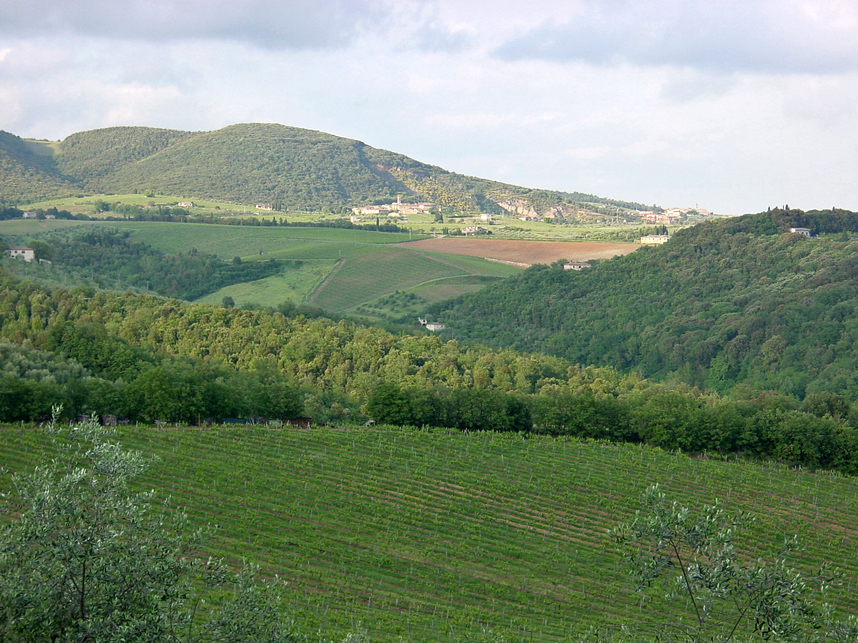
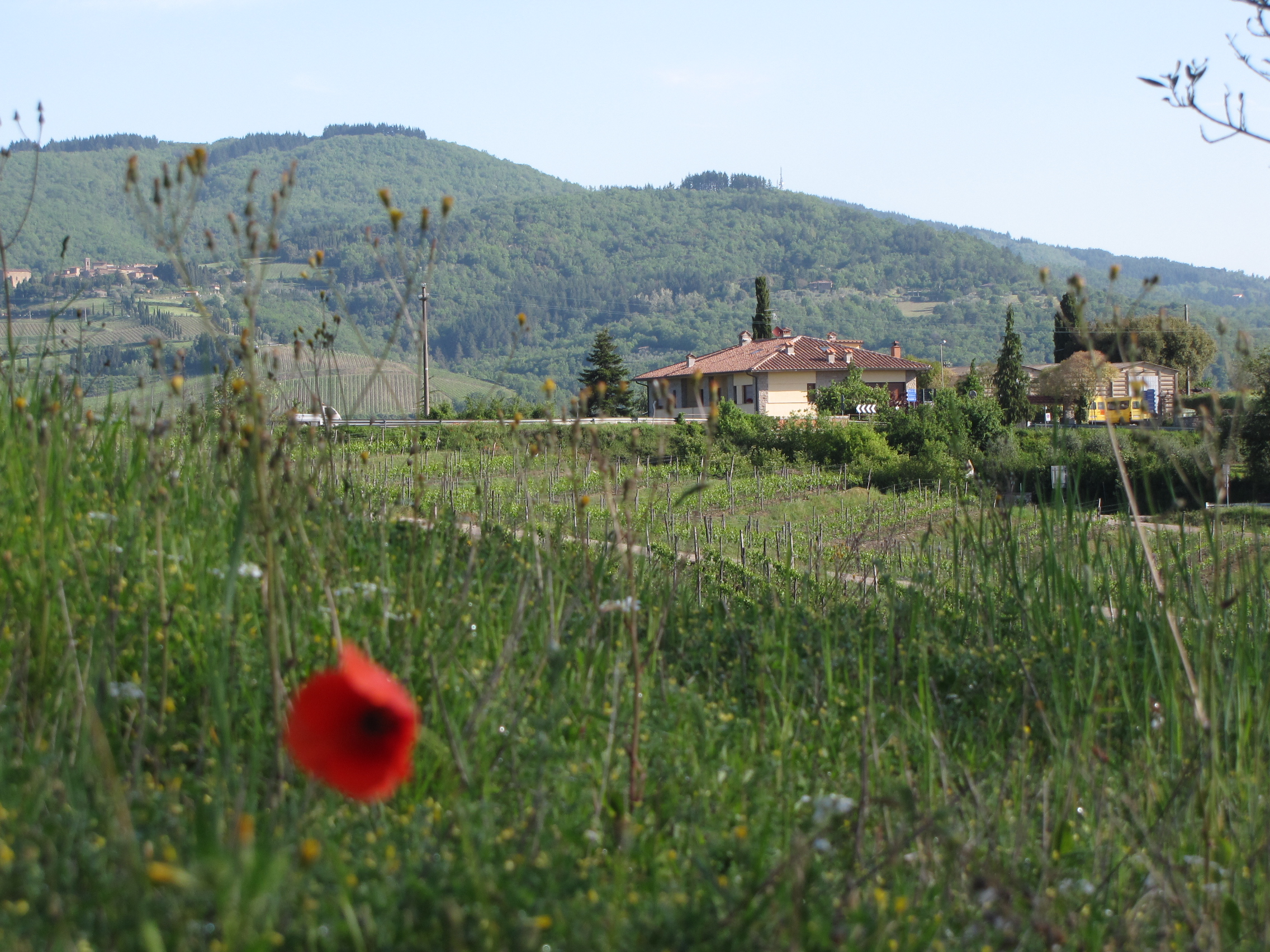
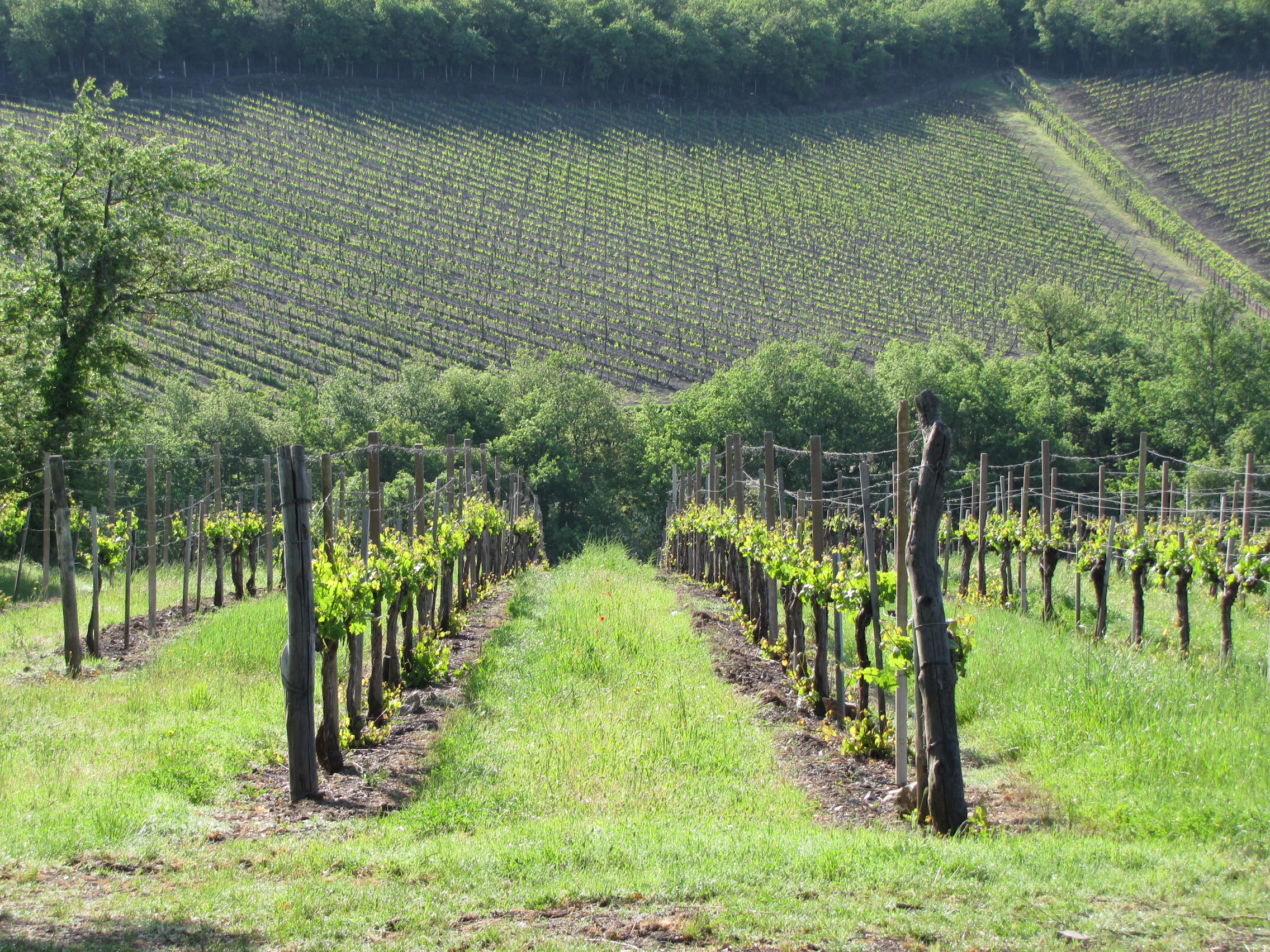
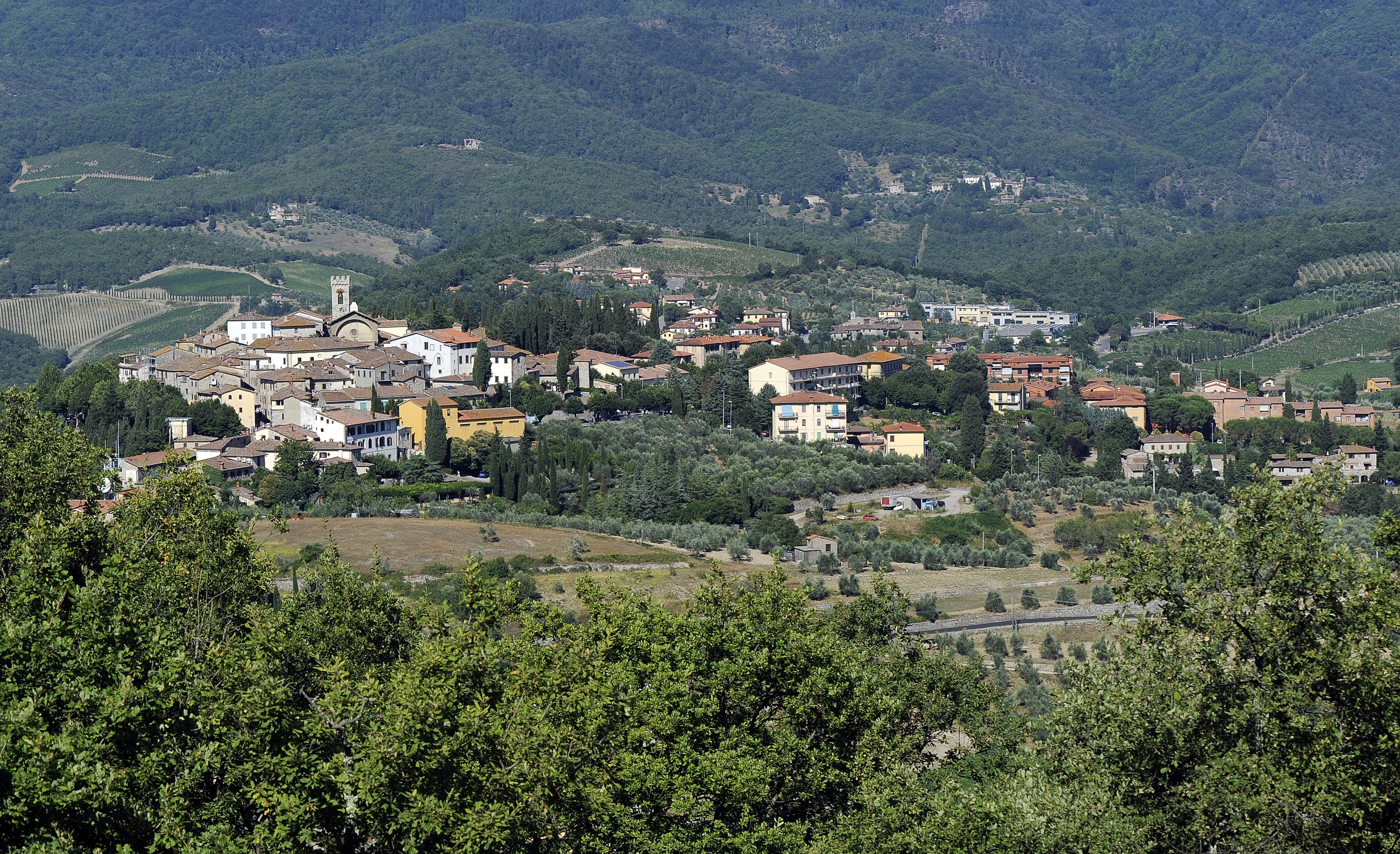
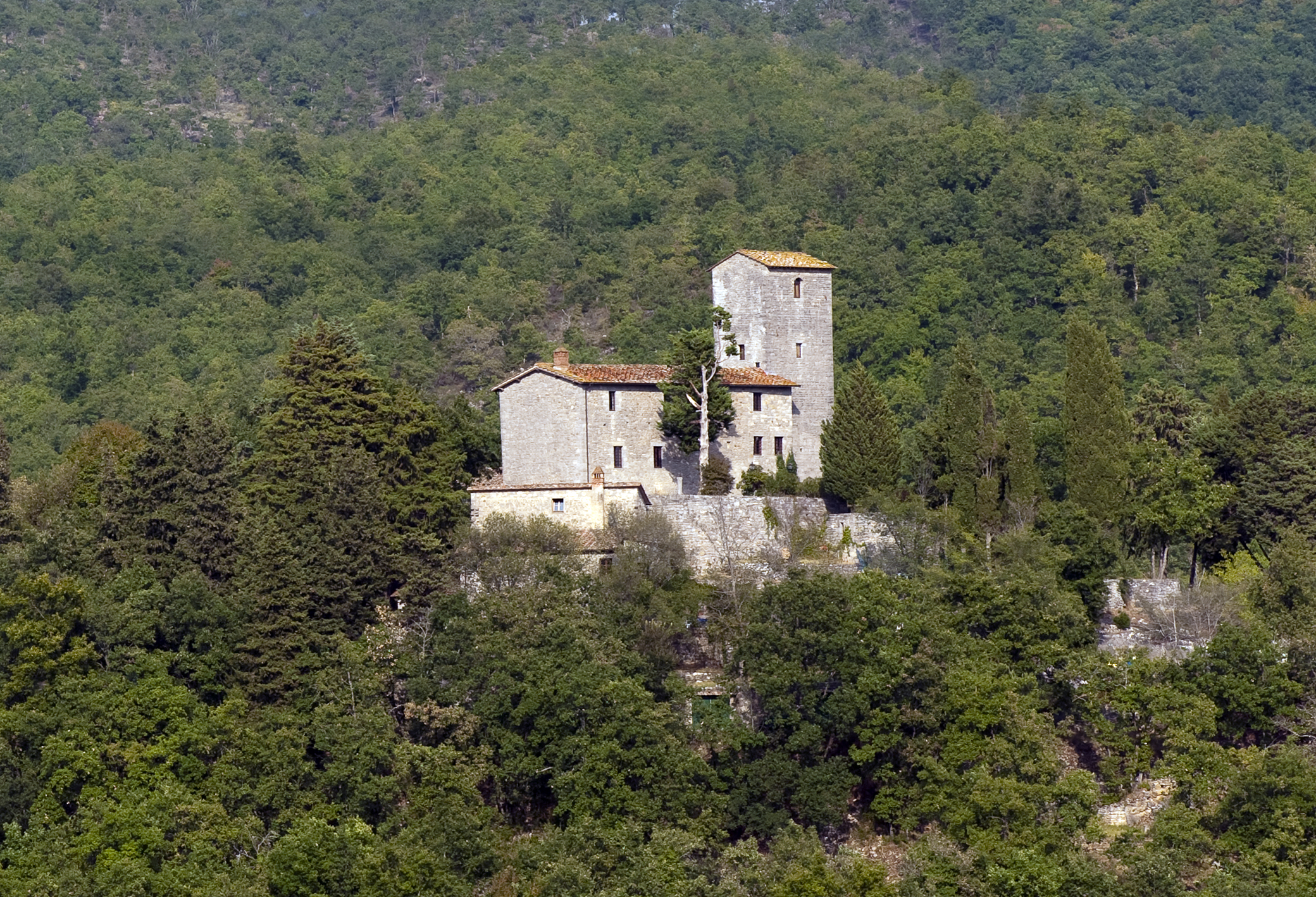
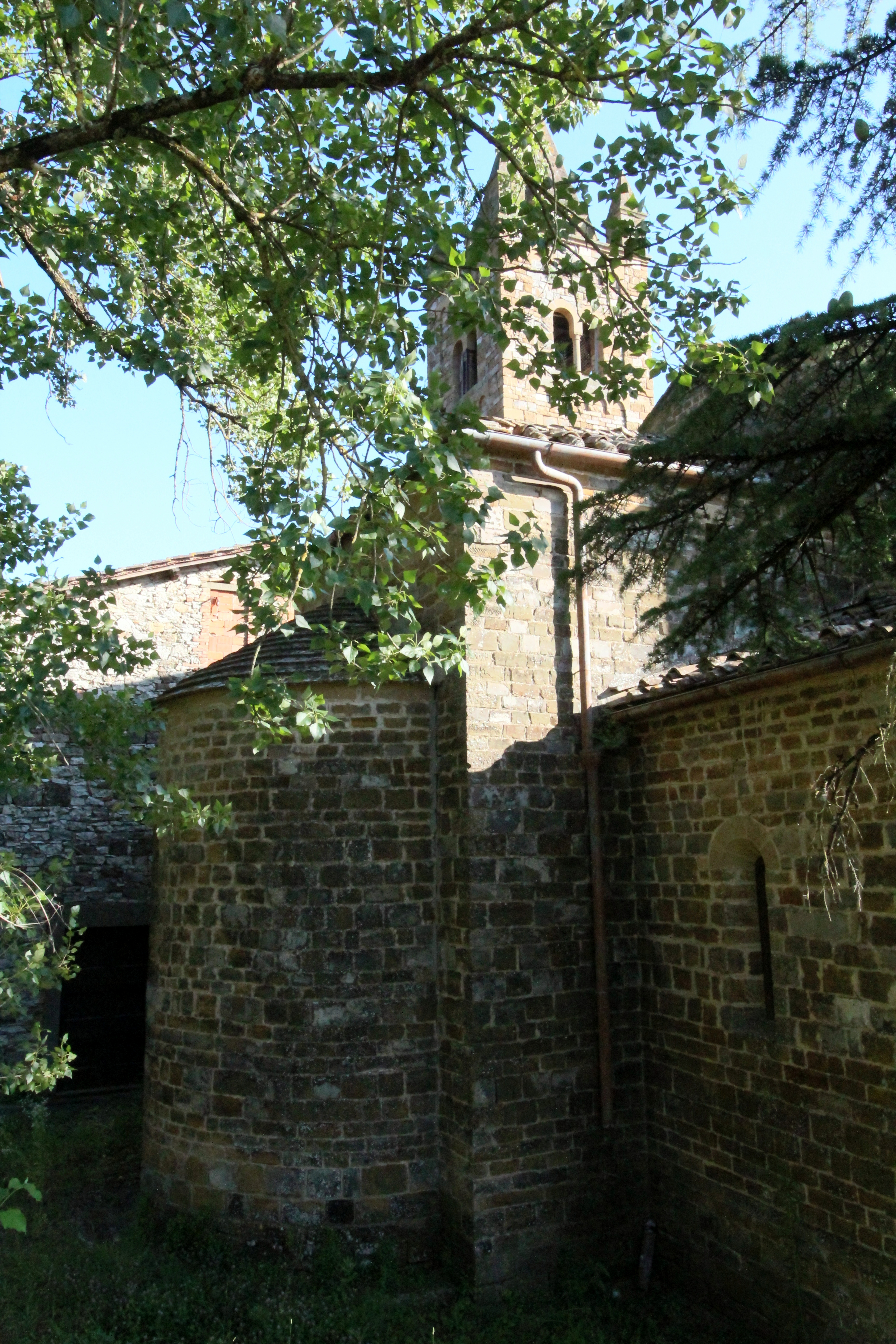
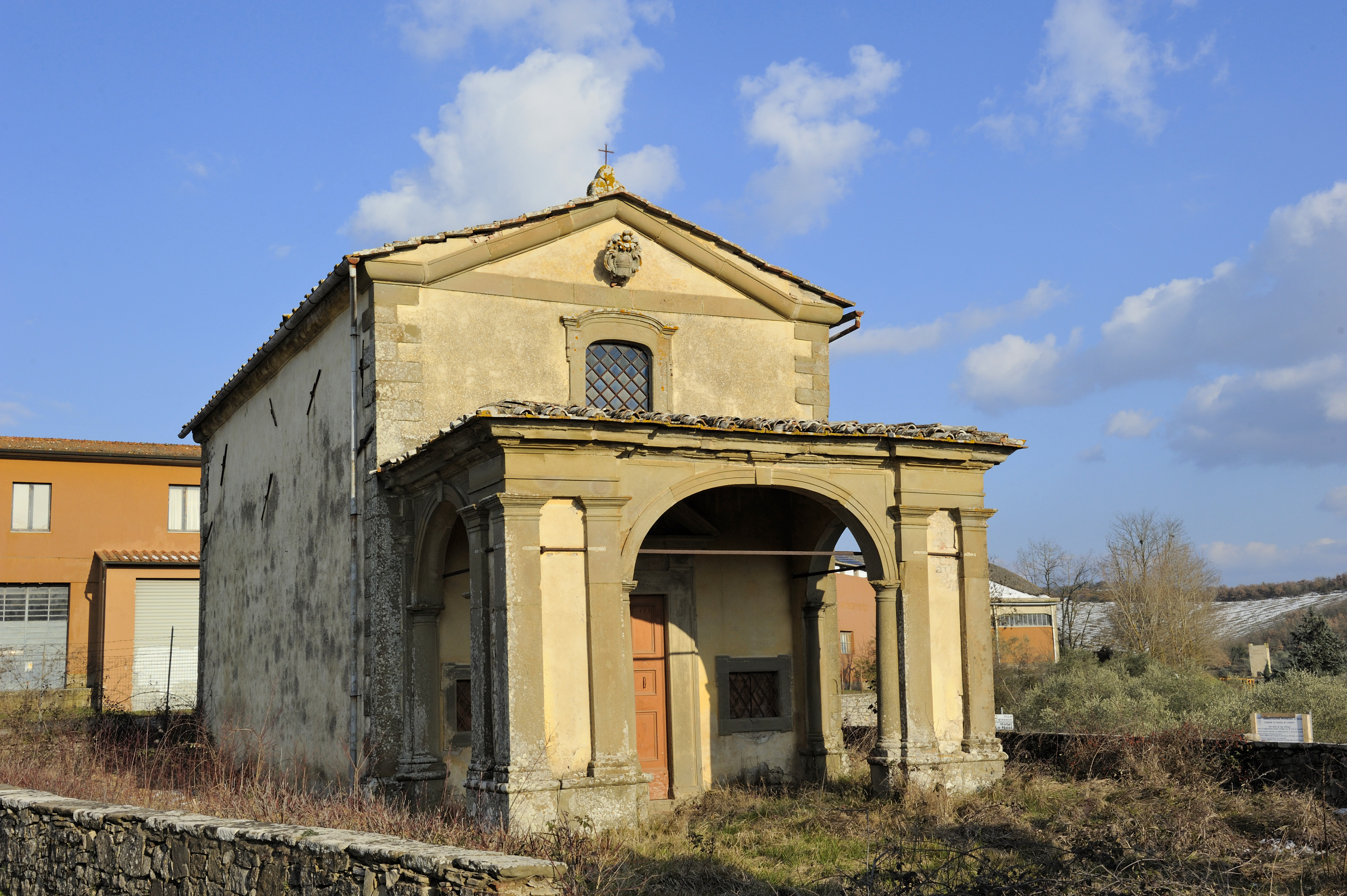
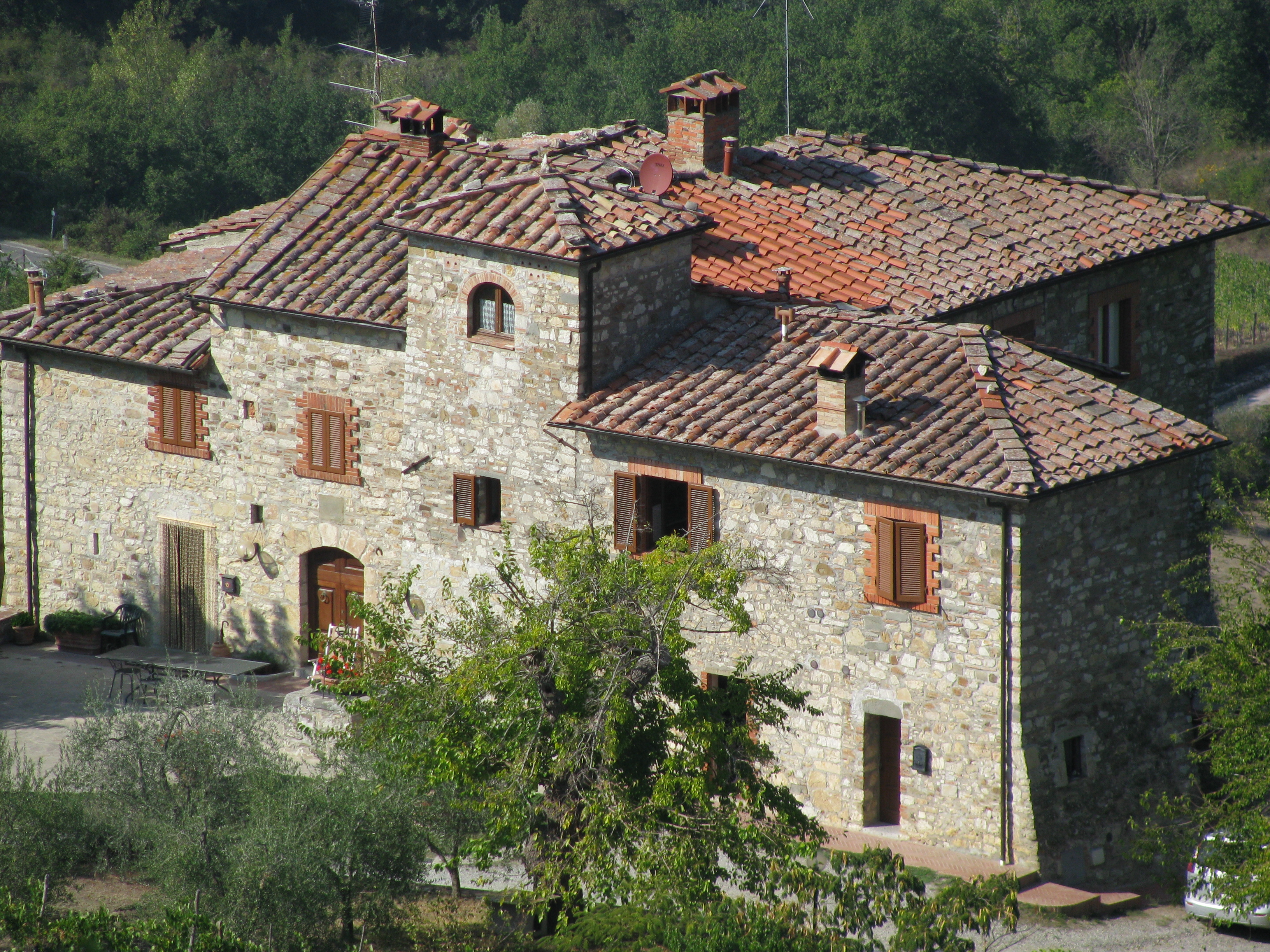
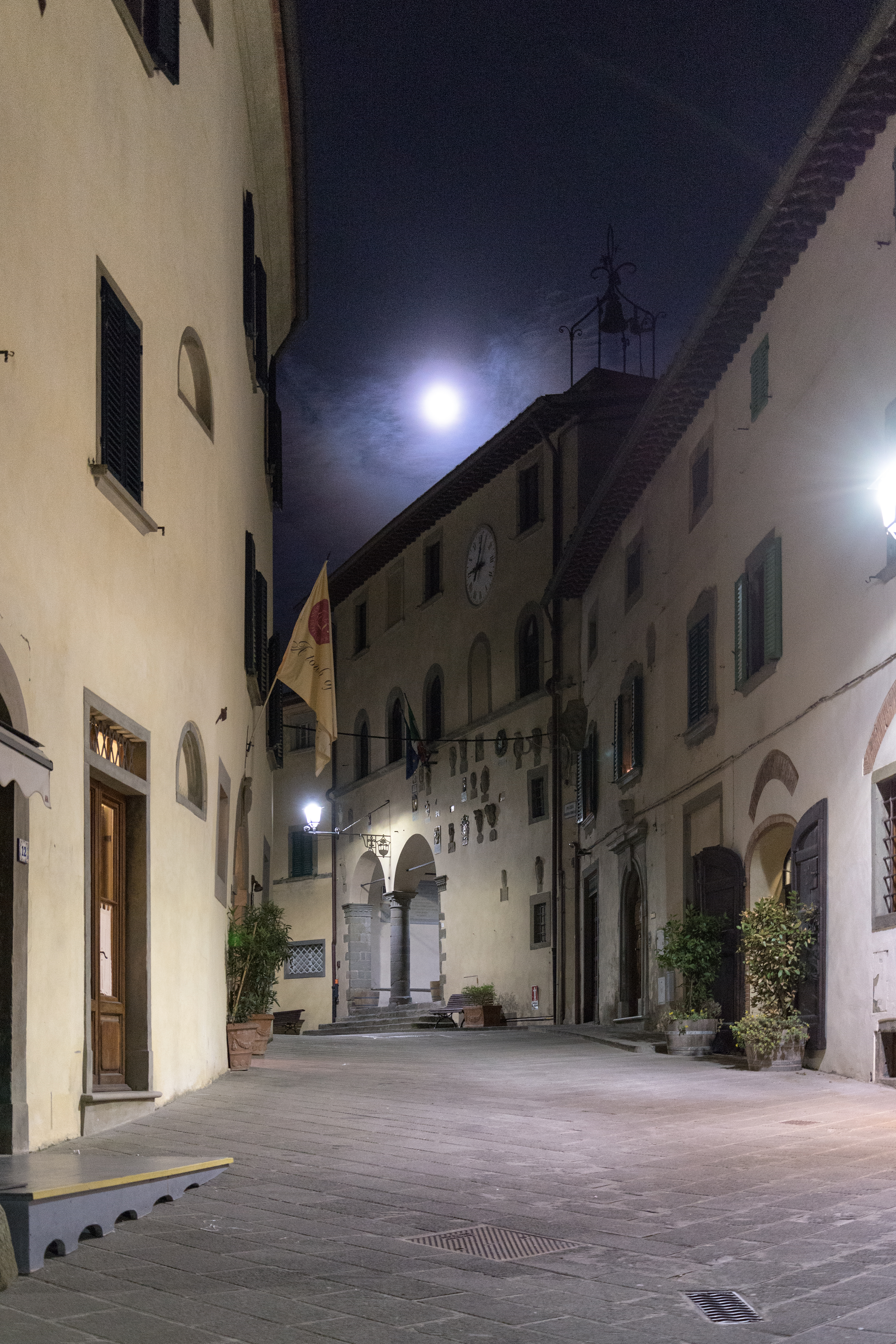
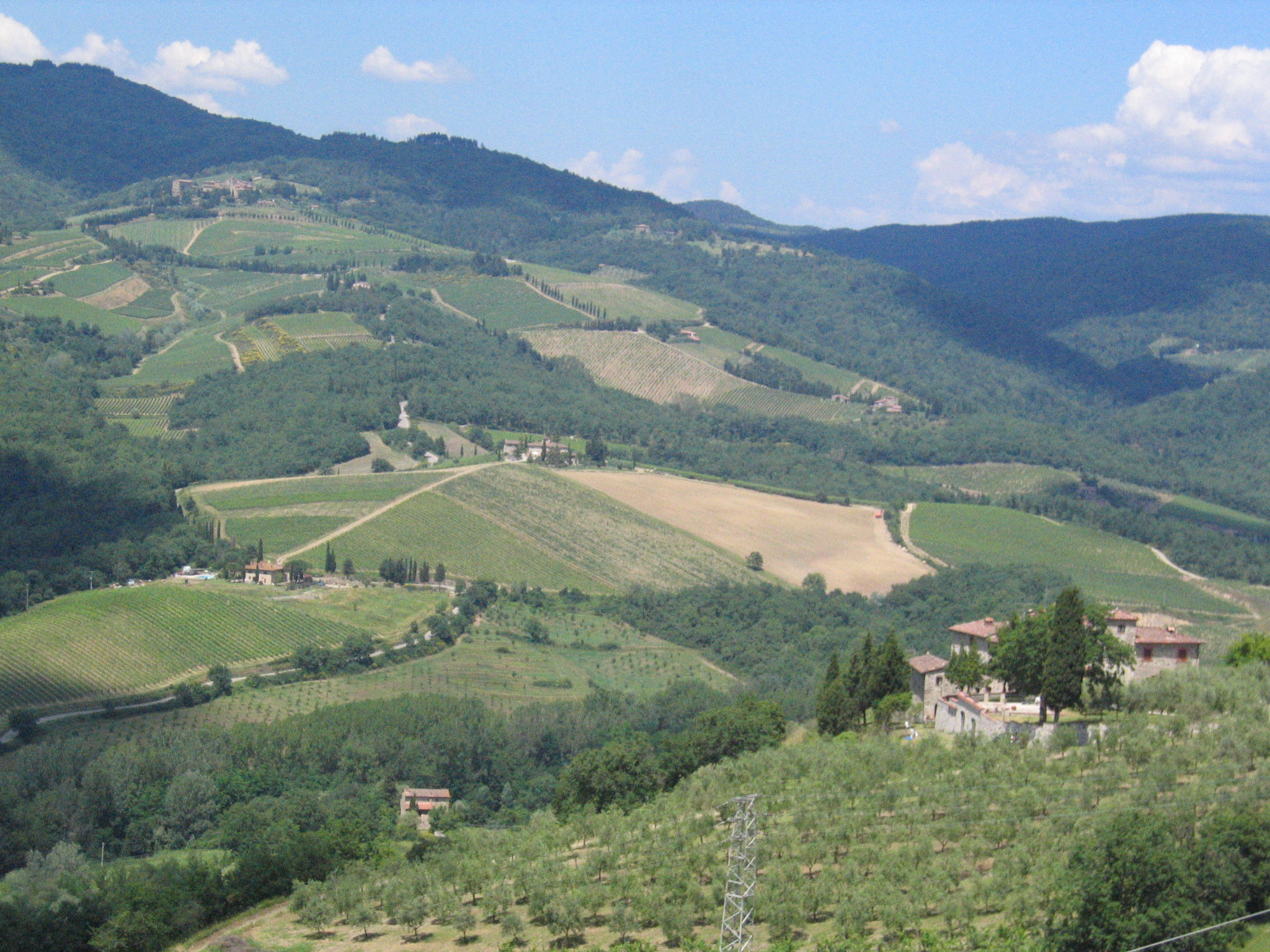
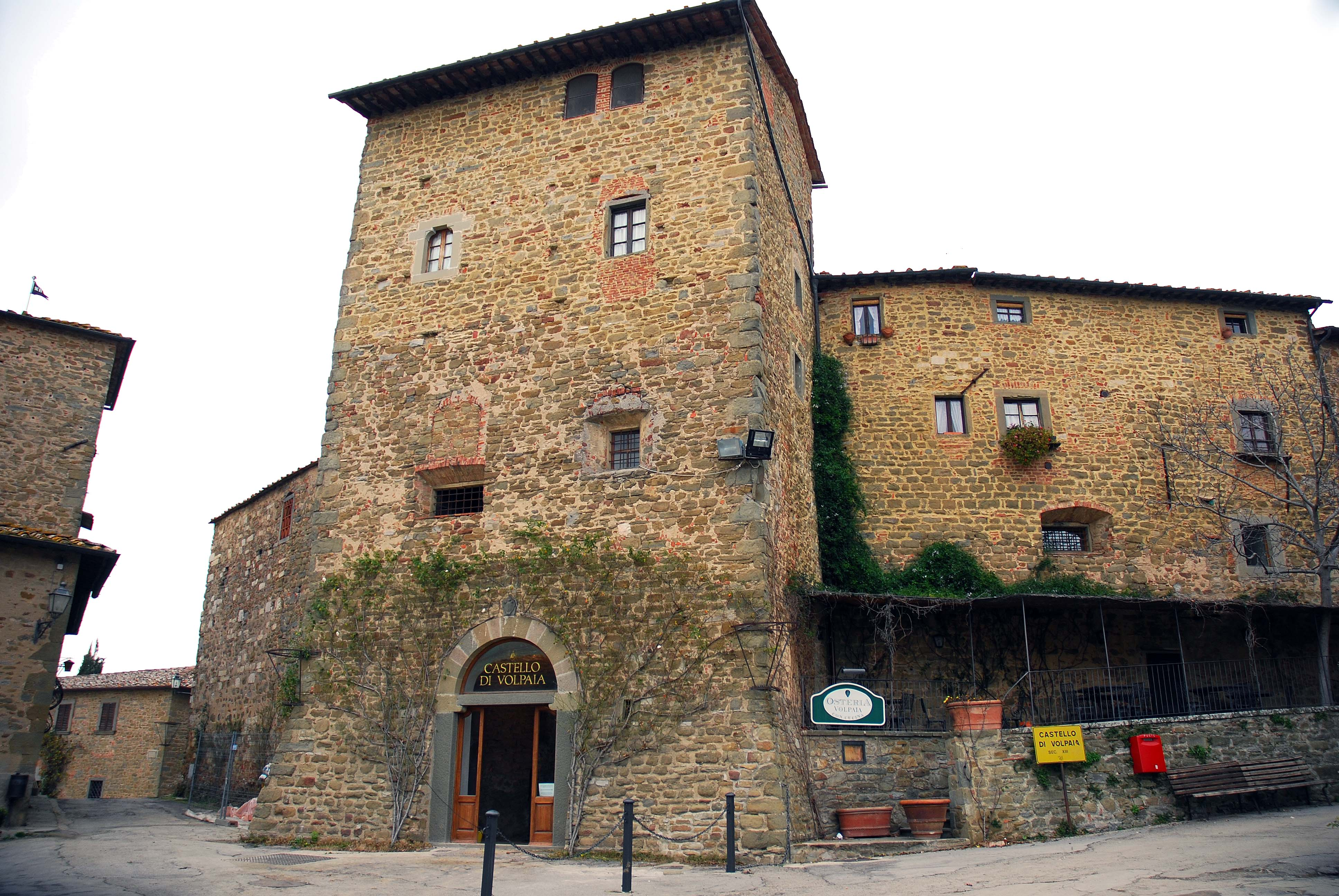
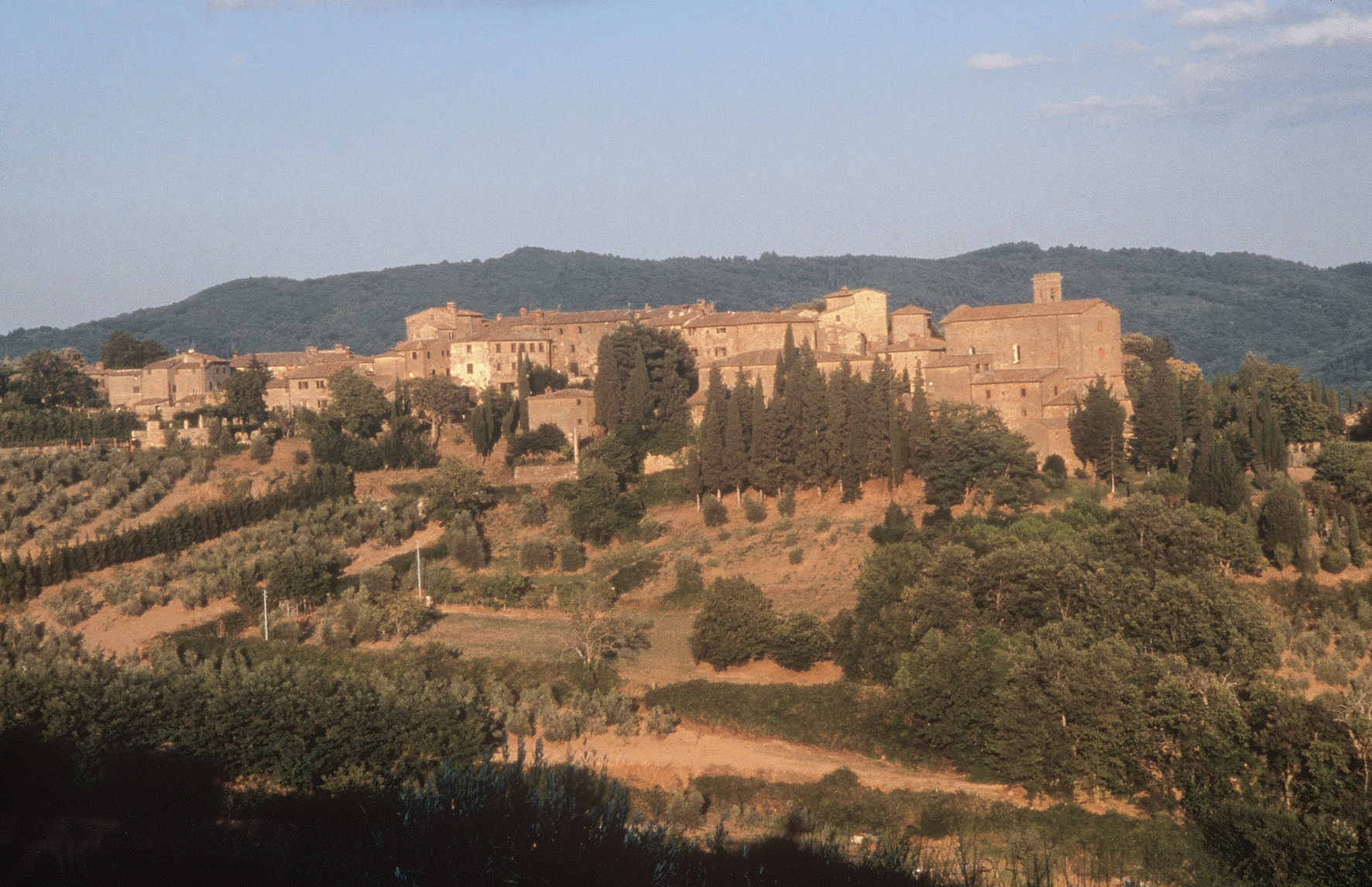